# Мина, Гарис
Гарис Альдаир Ми́на Орти́с (исп. Garis Aldair Mina Ortiz; род. 20 августа 2003, Эсмеральдас) — эквадорский футболист, защитник клуба «Индепендьенте дель Валье».

## Клубная карьера
Мина — воспитанник клуба «Индепендьенте дель Валье». 23 августа 2022 года в матче против «Гуаякиль Сити» он дебютировал в эквадорской Примере. В том же году Мина помог команде завоевать Южноамериканский кубок. 

## Международная карьера
В 2023 году в составе молодёжной сборной Эквадора Мина принял участие в молодёжном чемпионате Южной Америки в Колумбии. На турнире он сыграл в матчах против сборных Чили, Боливии, Бразилии, Парагвая, Венесуэлы и Уругвая.

## Достижения
Клубные
 «Индепендьенте дель Валье»
- Обладатель Южноамериканского кубка — 2022